# Saint-Georges-Antignac
Saint-Georges-Antignac ist eine französische Gemeinde mit 407 Einwohnern (Stand 1. Januar 2022) im Département Charente-Maritime in der Region Nouvelle-Aquitaine (vor 2016 Poitou-Charentes); sie gehört zum Arrondissement Jonzac und zum Kanton Jonzac. Die Einwohner werden Saint-Georgiens genannt.

## Geographie
Saint-Georges-Antignac liegt etwa 85 Kilometer nordnordöstlich von Bordeaux. Umgeben wird Saint-Georges-Antignac von den Nachbargemeinden Saint-Grégoire-d’Ardennes im Norden, Marignac im Norden und Nordosten, Clam im Osten, Saint-Germain-de-Lusignan und Lussac im Süden, Clion im Süden und Westen sowie Mosnac im Nordwesten.

## Geschichte
Zum 1. Januar 1974 wurden die Gemeinden Antignac und Saint-Georges-de-Cubillac zusammengelegt.

## Bevölkerungsentwicklung
| Jahr                       | 1962 | 1968 | 1975 | 1982 | 1990 | 1999 | 2006 | 2019 |
| Einwohner                  | 350  | 357  | 391  | 337  | 344  | 375  | 406  | 390  |
| Quellen: Cassini und INSEE |      |      |      |      |      |      |      |      |

## Sehenswürdigkeiten

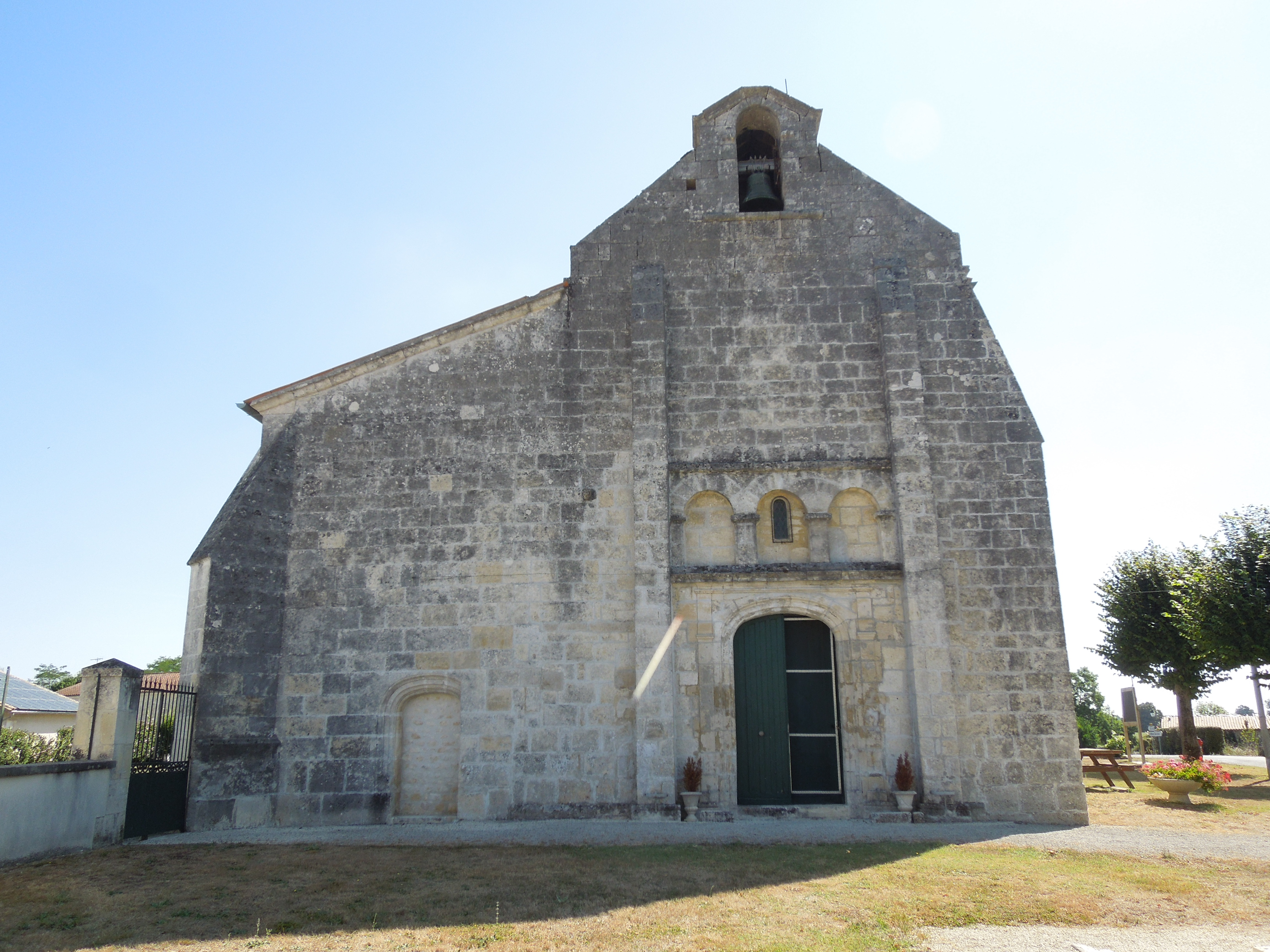
Kirche Saint-Georges
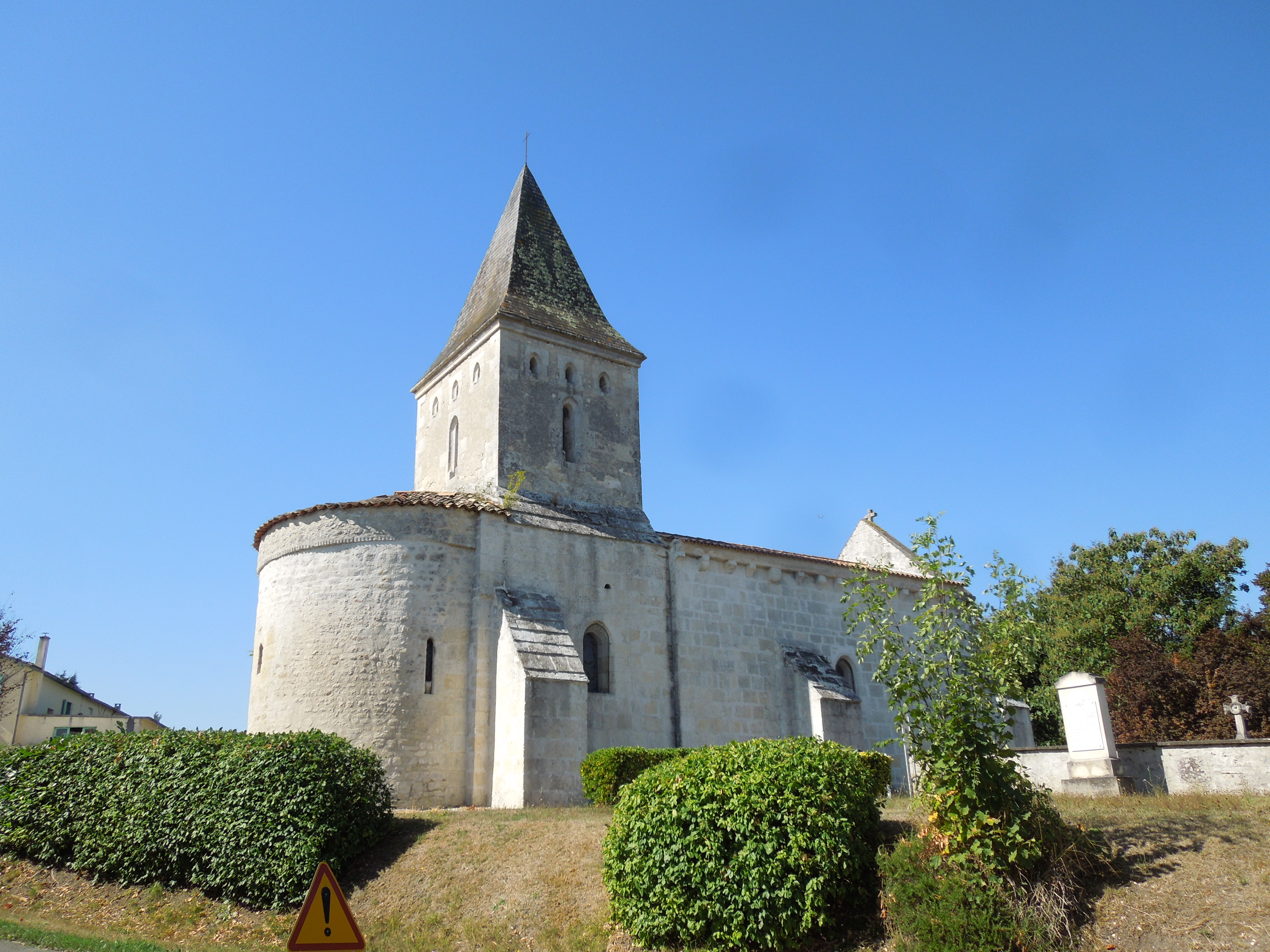
Kirche Saint-Pierre in Antignac
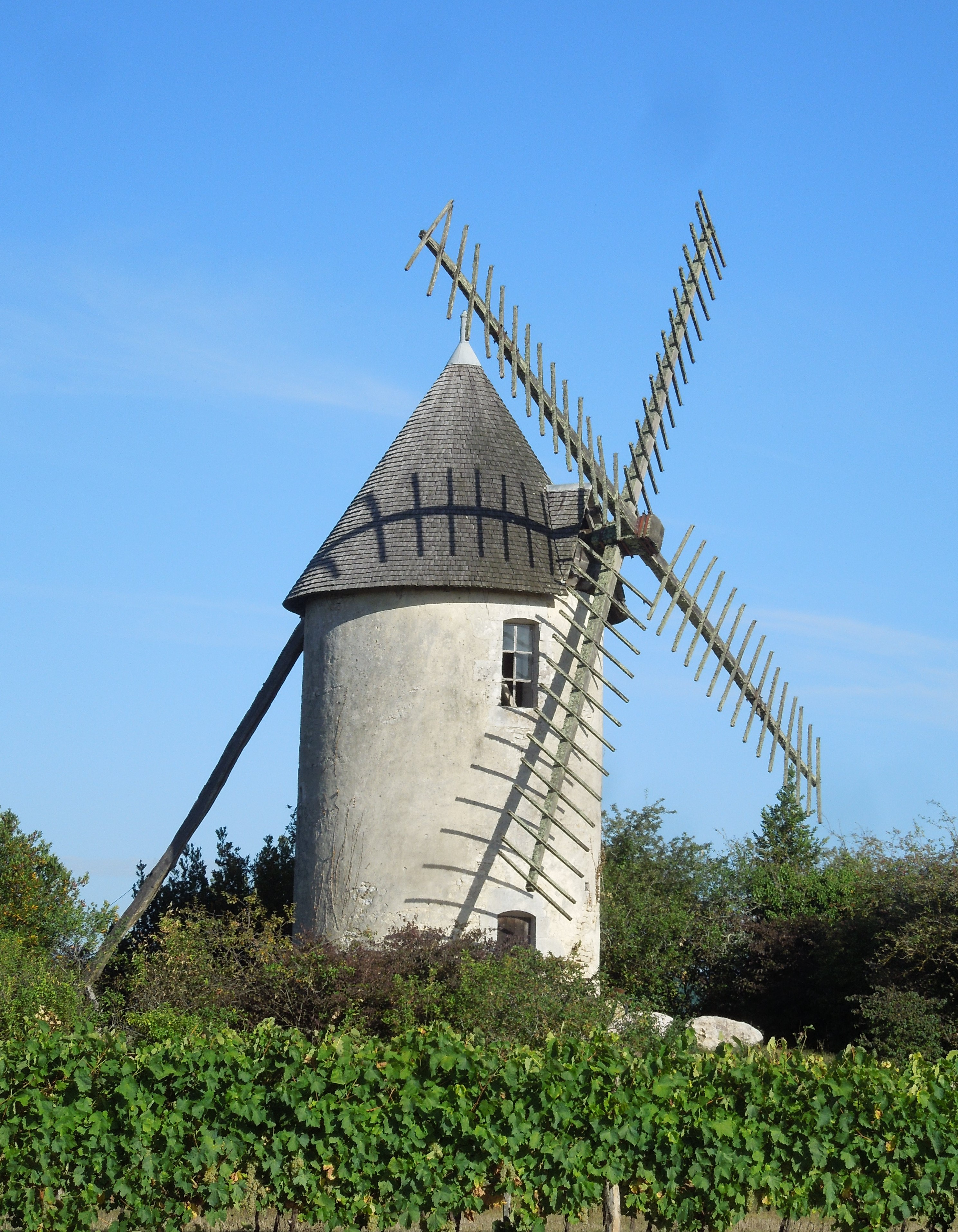
Mühle von Garreau

- Kirche Saint-Georges
- Kirche Saint-Pierre
- Mühle von Garreau